# Mission in Snowdriftland
Mission in Snowdriftland was een online computerspel in de vorm van een adventskalender, ontworpen door Nintendo en Extra Toxic. In het spel, dat sinds 1 december 2006 online gespeeld kon worden op het internet, kruip je in de huid van de kleine sneeuwman Chubby Snow. Het spel kon tot en met 14 januari 2007 online gespeeld worden.

## Het verhaal
De kleine sneeuwman Chubby Snow wordt uitgedaagd de spelbestanden, die de kwaadaardige El Pix gestolen heeft uit de mensenwereld, terug te vinden. De wereld van Snowdriftland is gebouwd als een adventskalender en telt 24 verschillende levels verspreid over 4 werelden met elk 6 levels. Als Chubby Snow erin slaagt alle spelbestanden terug te vinden, zal hij het op 24 december 2006 moeten opnemen tegen El Pix in een spannend eindgevecht...